# Gabriel Frizeau
Gabriel Frizeau (né le 5 décembre 1870 à Branne - mort le 11 janvier 1938) est un viticulteur bordelais qui fut collectionneur et amateur d'art. 

## Biographie
Gabriel Frizeau est issu d'une famille aisée de vignerons bordelais. Il épouse Lucie Kohler avec qui il a deux enfants.
Grand amateur d'art, il acquiert un grand nombre de tableaux d'Odilon Redon, de Charles Lacoste (qui réalise le portrait de Frizeau en 1898) ou de Paul Gauguin dont le célèbre triptyque D'où venons-nous ? Que sommes-nous ? Où allons-nous ?. Peu à peu se constitue autour de lui, dans son appartement au 17 de la rue Régis à Bordeaux un cercle remarquable regroupant les grandes personnalités du monde de la culture de son époque, parmi lesquelles Jacques Rivière, André Gide, Paul Claudel ou encore Alexis Léger alias Saint-John Perse. Ce dernier tisse avec Frizeau un lien très fort à la fin de l'année 1906.
Frizeau entretient une large correspondance avec ces écrivains.
Une rue porte son nom à Bordeaux.

## Correspondance
- Paul Claudel, Correspondance avec Francis Jammes et Gabriel Frizeau, 1897-1938, Paris, Gallimard, « Blanche », 1952
- Victor Martin-Schmets, Jacques Rivière-Gabriel Frizeau, Correspondance 1906-1922, Atlantica, 1998.
- « Correspondance inédite: Alain-Fournier à Gabriel Frizeau », Bulletin des Amis de Jacques Rivière et d'Alain-Fournier, 31e année, n°113, 2005.
- Francis Jammes-Gabriel Frizeau, Correspondance, J.&D., texte établi et annoté par Victor Martin-Schmets, Éditions J.&D., Biarritz, 1997.
- Lettres d'Alexis Léger à Gabriel Frizeau, 1906-1912 par Albert Henry, Académie royale de Belgique, 1993.